# Bushat
Bushat – wieś położona w północnej części Albanii w gminie Qelëz. Wieś znajduje się 88 kilometrów od stolicy państwa, Tirany.

## Demografia
Według spisu ludności z 1989 roku we wsi Bushat mieszkało 476 mieszkańców.